# Кастијон Саве
Кастијон Саве (фр. Castillon-Savès) насеље је и општина у јужној Француској у региону Миди Пирене, у департману Жерс која припада префектури Ош.
По подацима из 2011. године у општини је живело 283 становника, а густина насељености је износила 23,66 становника/km². Општина се простире на површини од 11,96 km². Налази се на средњој надморској висини од 214 метара (максималној 246 m, а минималној 147 m).

## Демографија
| 1962. | 1968. | 1975. | 1982. | 1990. | 1999. | 2011. |
| ----- | ----- | ----- | ----- | ----- | ----- | ----- |
| 189   | 217   | 160   | 170   | 174   | 206   | 283   |

График промене броја становника у току последњих година